# 第一代查塔姆伯爵威廉·皮特
第一代查塔姆伯爵威廉·皮特PC FRS（英语：William Pitt, 1st Earl of Chatham，1708年11月15日—1778年5月11日）。皮特是一位英国辉格党的政治家，于1766年至1768年间担任英国首相。历史学家称他为查塔姆或老皮特，以区别于他的儿子小皮特，后者也是一位首相。皮特也被称为伟大的下议院议员，因为他在1766年之前一直拒绝受封官职。
皮特在七年战争（包括美洲殖民地的北美战争）期间，于1756年至1761年（1757年有短暂插曲）担任英国内阁成员及其非正式领导人。在1766年至1768年间，他再次领导了内阁，并获得了掌玺大臣的官方头衔，皮特大部分政治影响来自他精彩的演讲。皮特在职业生涯的大部分时间里都没有掌权，并因攻击当权政府而闻名，例如1730年代沃波尔的腐败、1740年代汉诺威的补助、 1760年代与法国的和平以及1770年代对美洲殖民地不妥协的政策。
皮特最为人所知的是七年战争中担任英国的战时政治领袖，尤其是因为他一心一意地致力于战胜法国，这场胜利最终巩固了英国在世界事务中的主导地位。他还以其受广泛爱戴、反对政府腐败、支持美国在美国独立战争的立场、倡导英国的扩张主义和帝国主义以及坚决对抗英国的主要敌人西班牙和法国而闻名。玛丽·彼得斯（Marie Peters）认为，皮特的政治家风范是基于对帝国价值的清晰、一致和独特的认知。
英国议会历史学家托马斯认为，皮特的权力并非来自于其家庭关系，而是基于他统治下议院的非凡技巧。他以威风凛凛的态度，精辟的言辞，敏锐的辩论技巧，巧妙地运用了文学和历史知识。学者们将他列为所有英国首相中的佼佼者。

## 早年生活

### 家庭
皮特是马德拉斯总督托马斯·皮特（1653–1726年）的孙子，托马斯被称为“钻石”皮特，因为他发现了一颗超大尺寸的钻石，并以大约135,000英镑的价格将其卖给了奥尔良公爵。这笔交易，以及在印度的其他贸易活动，奠定了皮特家族的财富基础。回国后，总督能够将他的家人提升到富有和政治影响力的地位：1691年，他在康沃尔购买了博康诺克的财产，这使他能够控制议会中的一个席位。托马斯后来进一步购买土地，成为西方部的主要政治人物之一，控制着旧萨鲁姆等腐败选区。

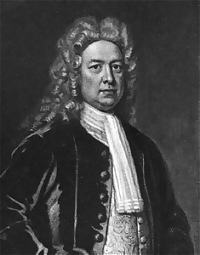
马德拉斯总督托马斯·“钻石”·皮特

威廉的父亲是罗伯特·皮特（Robert Pitt，1680-1727年），他是托马斯·皮特的长子，1705年至1727年担任保守党议员。他的母亲是哈里特·维利尔斯，爱德华维利尔斯-菲茨杰拉德和爱尔兰信托受益人凯瑟琳·菲茨杰拉德的女儿。威廉的叔叔托马斯和约翰都是国会议员，而他的姨妈露西嫁给了辉格党领袖詹姆斯·斯坦霍普将军。从1717年到1721年，斯坦霍普在斯坦霍普-桑德兰内阁担任实际上的首席部长，斯坦霍普是皮特家族的一个强大的政治联系人，直到南海泡沫破裂，一场灾难席卷了政府。

### 出生与教育
威廉·皮特于1708年11月15日出生在威斯敏斯特的黄金广场。他的哥哥托马斯·皮特出生于1704年，此外他还有五个姐妹：哈丽特、凯瑟琳、安、伊丽莎白和玛丽。从1719年起，威廉和他的兄弟一起在伊顿公学接受教育。但威廉不喜欢伊顿公学。皮特是在学校开始患痛风的。威廉的爷爷于1726年去世，博康诺克的家族财产传给了威廉的父亲。次年威廉的父亲去世时，博康诺克由威廉的哥哥托马斯·皮特继承。
1727年1月，威廉以绅士平民身份进入牛津大学三一学院。有证据表明，他喜爱阅读，即使不是一位认真的古典学者。维吉尔是他最喜欢的作家。威廉通过翻译和再翻译的实践，努力培养表达能力。在这些年里，他成为了乔治·利特尔顿的密友，后者后来成为了一位重要的政治家。1728年，痛风的猛烈发作迫使他在没有完成学位的情况下离开牛津。然后，他选择出国旅行，从1728年开始就读于荷兰共和国的乌得勒支大学。他获得了胡果·格老秀斯和其他国际法和外交作家的知识。目前尚不清楚皮特在乌得勒支学习了多久。到1730年，他回到了他兄弟在博康诺克的庄园。
此时他已经从痛风的发作中恢复过来，但这种疾病被证明是顽固的，并且他在未来继续受到频繁通风的袭击，直到他去世。

### 军旅生涯

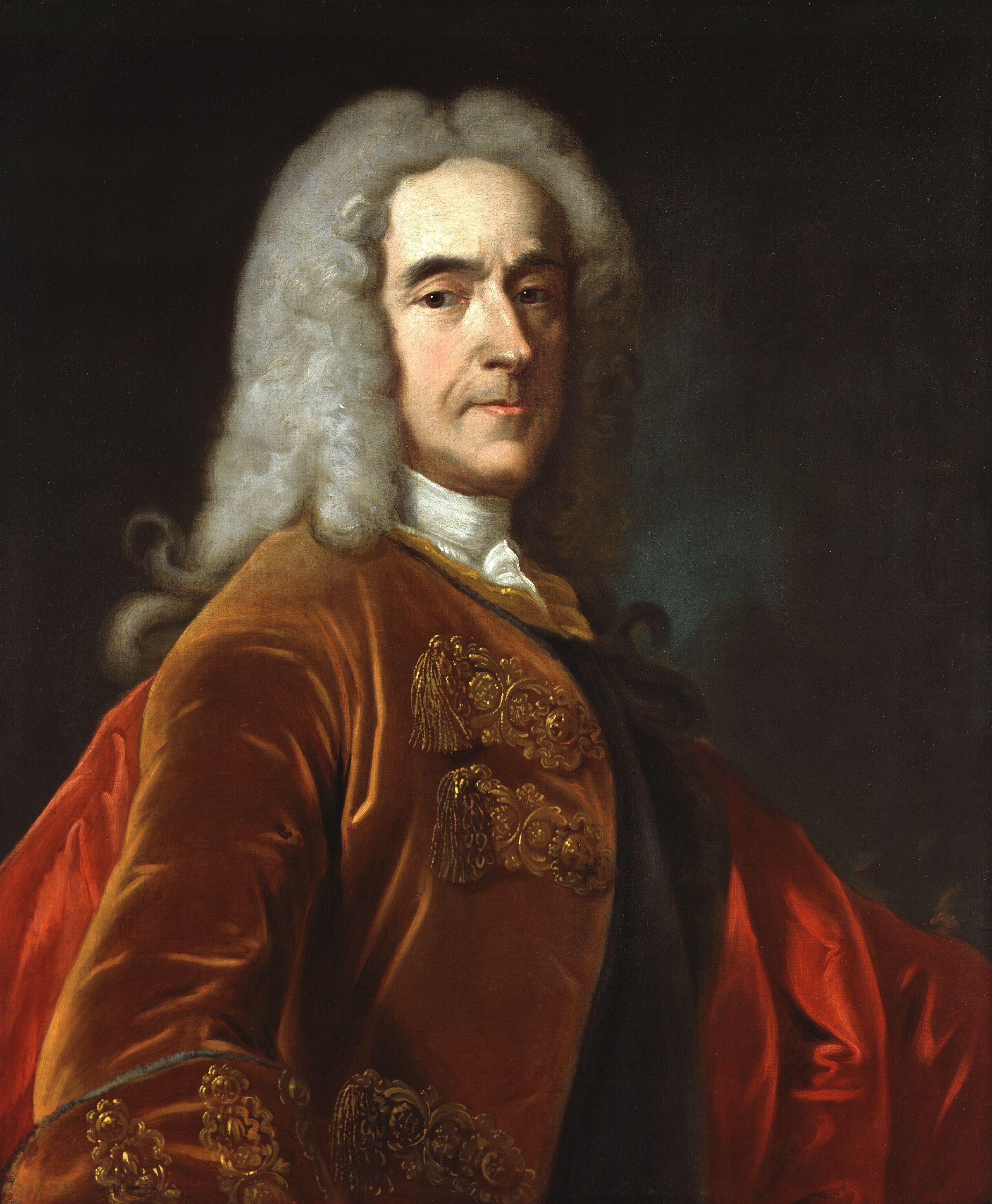
科巴姆勋爵，皮特的指挥官和政治导师。皮特是一群被称为科巴姆幼崽的年轻国会议员中的一员

皮特回家后，作为小儿子，他必须选择一个职业，而他选择了参军。他在第一国王龙骑兵卫队营中获得了少尉军衔。乔治二世从未忘记“糟糕的少尉”这一绰号。据报道，任命该职位的1,000英镑费用由首相罗伯特·沃波尔从财政部资金中提供，以争取皮特的兄弟托马斯在议会中的支持。或者，该团的指挥官科巴姆勋爵可能免除了这笔费用，他与皮特家族有姻亲关系。
皮特与科巴姆越来越亲近，他几乎将科巴姆视为父亲。他大部分时间都驻扎在北安普敦，执行和平时期的训练任务。皮特特别沮丧的是，由于沃波尔的孤立主义政策，英国没有参加始于1733年的波兰王位继承战争，他也无法在战斗中考验自己。1733年，皮特获准延长休假，并参观了法国和瑞士。他曾短暂访问过巴黎，但大部分时间都在法国各省度过，并在洛林公国的吕内维尔过冬。
皮特的军旅生涯注定相对短暂。他的哥哥托马斯在1734年的大选中获得两个独立的席位，奥克汉普顿和老萨鲁姆，最终托马斯选择担任代表奥克汉普顿的国会议员，将另一席位让给威廉，威廉因此于1735年2月作为老萨鲁姆议员身份进入议会。他成为下议院大量现役军官之一。

## 崭露头角

### 辉格党爱国者派

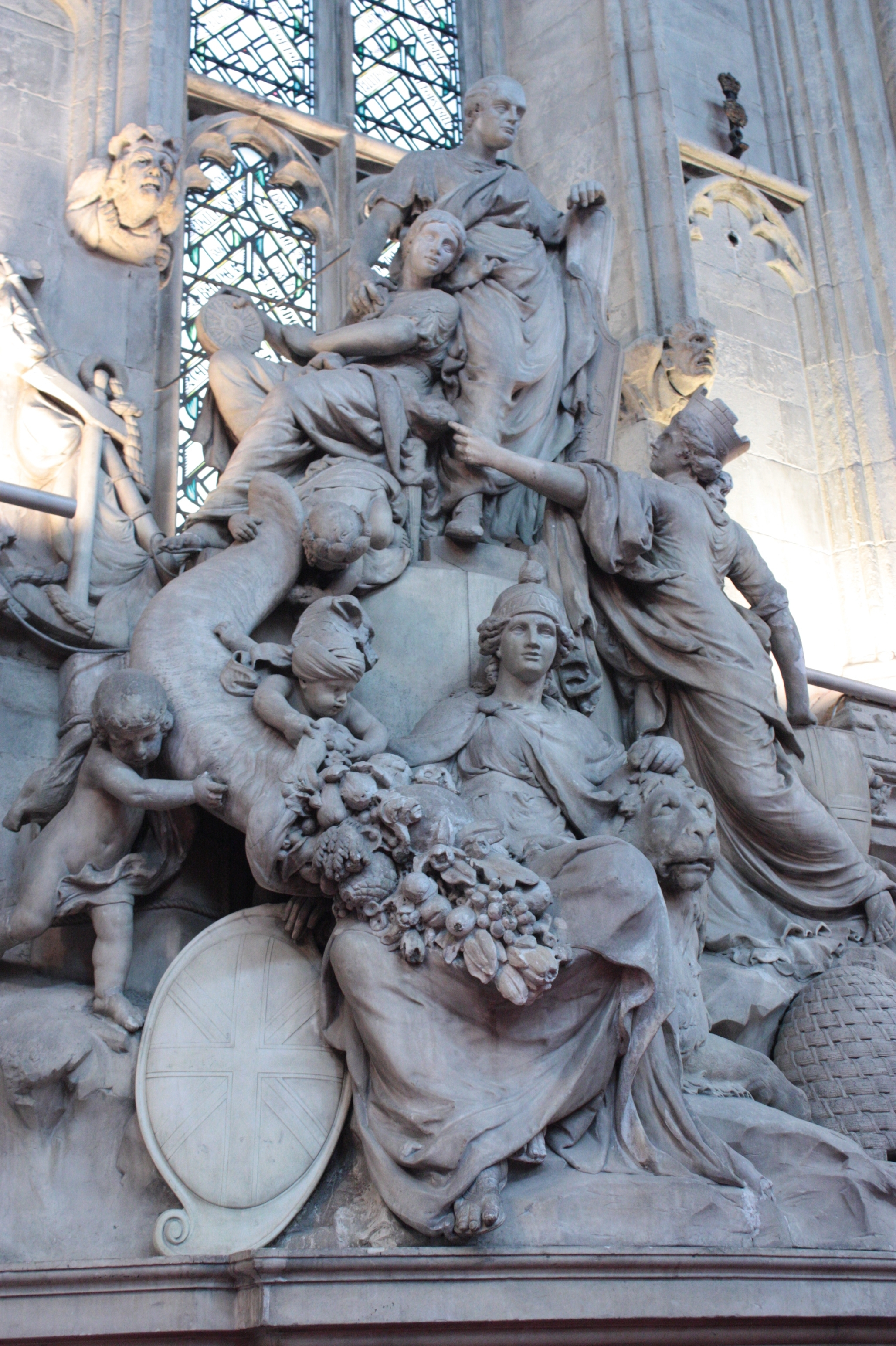
位于伦敦市政厅的老威廉·皮特纪念碑

皮特很快加入了一个不满现状的辉格党派系，他们被称为爱国者，构成了反对派的一部分。该派系通常在领导者科巴姆勋爵的乡村庄园斯托庄园会面。科巴姆最初是罗伯特·沃波尔政府的支持者，但在有争议的1733年消费税法案的争议中，他们加入了反对派。皮特迅速成为该派系最杰出的成员之一。
皮特于1736年4月在下议院发表了首次演讲，辩论中就国王的儿子威尔士亲王弗雷德里克的婚礼向乔治二世致贺词。他利用这个机会表示恭维，据报道，演讲中没有什么引人注目的地方，但当他后来参加关于更多党派主题的辩论时，这有助于引起众议院的注意。特别是，他抨击英国不干预正在进行的欧洲战争，他认为这违反了《维也纳条约》和英奥联盟的条款。
老皮特迅速成为政府的一个麻烦的批评者，以至于沃波尔在1736年安排他与他的几个朋友和政治盟友一起从军队中退役，以示惩罚。这激起了对沃波尔的敌意浪潮，因为许多人认为这种行为是违宪的——议会成员不能因攻击政府的言论自由而被解职，这是受议会特权保护的。然而，这些人都没有恢复他们的职位，这一事件结束了皮特的军事生涯。皮特的佣金损失很快得到了补偿。王位继承人威尔士亲王弗雷德里克卷入了与父亲乔治二世的长期争执，并且成为了反对派的赞助人。他任命皮特为他的亲信作为奖励。在这个新职位上，他对政府的敌意丝毫没有放松，他的演说天赋也很丰富。

### 战争

#### 西班牙战争
在1730年代，英国与西班牙的关系开始走下坡路。据报道，西班牙多次虐待英国商人，指控英国人涉嫌走私，这引起了公众的愤怒，尤其是詹金斯的耳朵事件。皮特是对西班牙采取更强硬政策的主要倡导者，并经常谴责沃波尔政府在与马德里打交道方面的软弱无力。皮特公开反对旨在和平解决争端的《埃尔帕多公约》。1739年3月8日，皮特在下议院反对公约的演讲中说：
当贸易受到威胁时，这是你的最后一道防线；你必须捍卫它，否则就会灭亡...如果港口的船只比欧洲所有海军的船只还多，美洲殖民地有超过两百万的人口，什么样的议会可以忍受与西班牙签订一个不安全的、不令人满意的、不光彩的公约来作为权宜之计？
迫于公众压力，英国政府被迫于1739年向西班牙宣战。英国在波尔图贝洛战役中取得成功。然而，战争的努力很快就停滞不前，皮特声称政府没有有效地发动战争——英国人等了两年才采取进一步的进攻行动，担心英国的进一步胜利会激怒法国人宣战，这一事实证明了这一点。当英国犹豫不前时，对南美卡塔赫纳港的袭击失败了，造成数千名英国士兵死亡，其中一半以上死于疾病，并损失了许多船只。在雨季发动袭击的决定被认为是政府无能的进一步体现。
此后，随着奥地利王位继承战争的爆发，英国的资源转向在欧洲与法国作战，对西班牙的殖民战争几乎完全被放弃。西班牙人击退了一场旨在征服中美洲的重大入侵，并成功维持了他们的跨大西洋护航队，同时对英国航运造成了很大破坏，并两次打破英国对意大利登陆部队的封锁，但与西班牙的战争被视为平局。后来的和平条约仍未解决许多潜在问题，从而有可能发生未来的冲突。皮特认为这场战争错失了削弱西班牙的机会，尽管后来他成为与西班牙建立温暖关系的倡导者，以防止西班牙与法国结盟。

#### 汉诺威

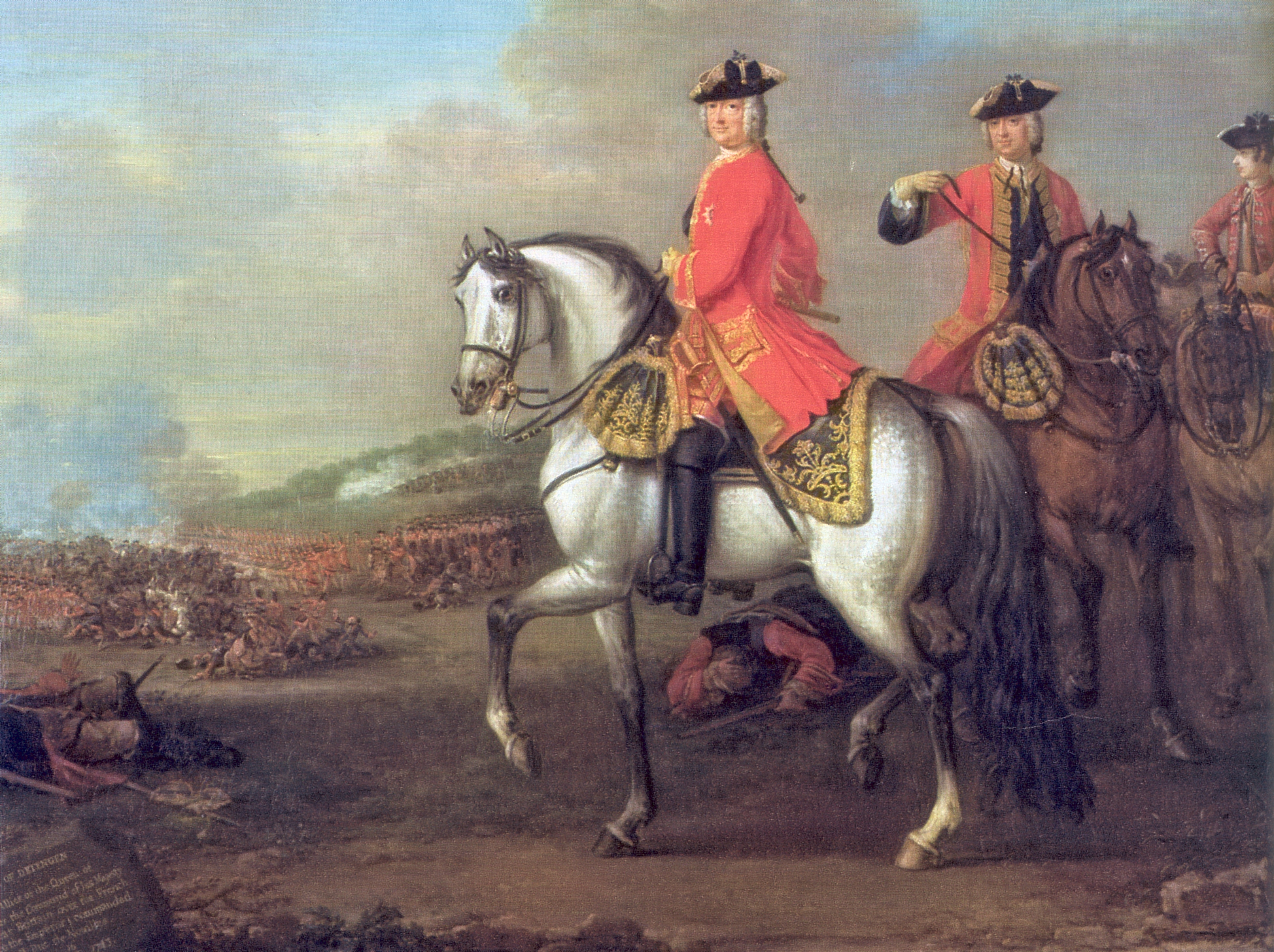
乔治二世率领他的部队在德廷根战役（1743年）中取得胜利。皮特因攻击英国对汉诺威的支持而招致了国王的不满，这将破坏他们未来二十年的关系

沃波尔和纽卡斯尔现在对欧洲战争的重视程度远高于美洲与西班牙的殖民冲突。普鲁士和奥地利于1740年开战，许多其他欧洲国家也很快加入。人们担心法国会入侵汉诺威，而汉诺威通过乔治二世的王朝与英国联系在一起。为了避免这种情况，沃波尔和纽卡斯尔决定向奥地利和汉诺威支付巨额补贴，以便他们集结军队并保卫自己。
皮特对这种高额补助发起了攻击，以迎合英国普遍存在的反汉诺威情绪。这提高了他在公众中的知名度，但也为他获得了国王的终生仇恨，国王在情感上致力于汉诺威，因为国王在那里度过了人生的前30年。作为对皮特袭击的回应，英国政府决定不直接向汉诺威支付补贴，而是通过奥地利间接转移资金，这一举措被认为在政治上更容易接受。1743年，乔治二世亲自领导了一支规模庞大的英德军队在德廷根战役中取得胜利，从而减少了战争对汉诺威的直接威胁。

### 沃波尔的失势
皮特对政府的许多攻击都是针对沃波尔本人，此时沃波尔已经担任了20年的首相。皮特在1742年表示支持对沃波尔政府过去十年进行调查的动议。1742年2月，由于选举结果不佳和卡塔赫纳的灾难，沃波尔最终被迫屈服于反对派的长期持续攻击，宣布辞职并获得爵位。
皮特现在预计将组建一个由普尔特尼领导并由保守党和爱国辉格党主导的新政府，他可以期待一个初级职位。沃波尔反而让维明顿勋爵继任首相，尽管新政府的真正权力由卡特雷特勋爵和佩勒姆兄弟（亨利和托马斯）瓜分。沃波尔精心策划了这个新政府，作为他自己政策的延续，并继续为政府提供建议，直至他于1745年去世。皮特在政府中获得一席之地的希望落空。因此，尽管皮特付出巨大，但他无法从沃尔波尔的垮台中获得任何个人利益。
在卡特雷特被解职后，佩勒姆家族于1744年组建的政府包括皮特的许多前爱国者盟友，但由于国王和其他辉格党人对皮特有关汉诺威的看法不满，皮特没有被授予职位。1744年，当马尔博罗公爵夫人去世时，皮特的个人财富得到了极大的提升，公爵夫人给他留下了10,000英镑的遗产，作为“对他为支持英格兰法律和防止英国破产所做的崇高辩护的认可”。这可能是公爵夫人不喜欢沃波尔的标志，也是她钦佩皮特的体现。

## 进入政府

### 军队度支大臣

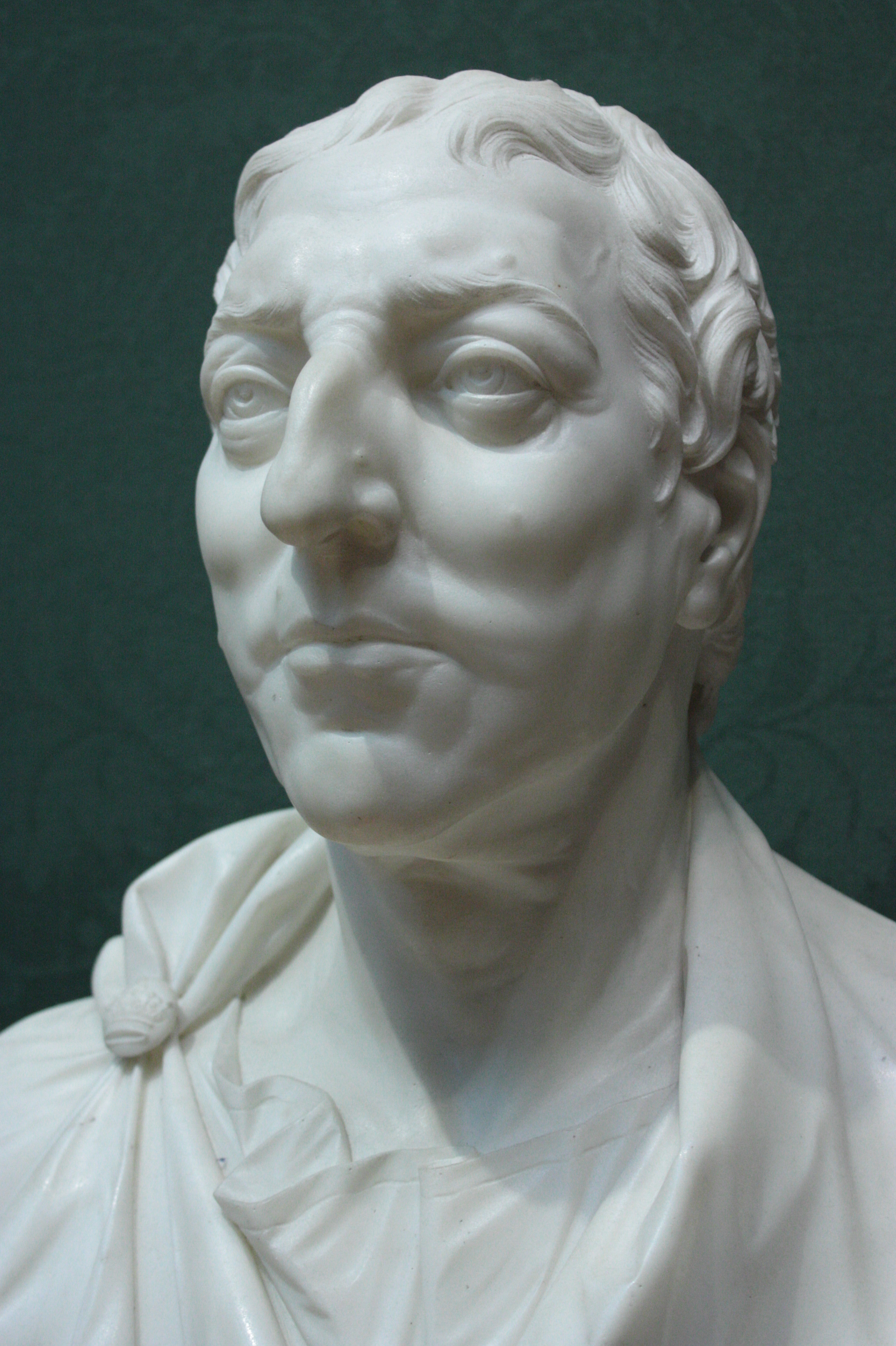
老威廉·皮特

虽然极不情愿，但国王最终同意让皮特在政府中占有一席之地。皮特此时在许多问题上改变了立场，以使自己更能被乔治二世接受，最引人注目的是汉诺威补贴的激烈问题。皮特在1746年2月被任命为爱尔兰副财政大臣。然而，乔治继续对他表示不满。
同年5月，皮特被提拔到更重要和更有利可图的度支办公室，这让他在枢密院有一席之地，尽管此时不在内阁中。在这里，他有机会以一种给国王和国家都留下深刻印象的方式展示他的公众精神和正直。以前度支员的惯常做法是先将手中所有资金的利息预支给自己，并接受佣金。尽管公众没有强烈反对这种做法，但皮特完全拒绝从中获利。所有的预付款都由他存入英格兰银行，直到需要为止，他没有从中提取一先令。皮特向所有人炫耀地表明了这一点，尽管他实际上是在追随亨利·佩勒姆在1730年至1743年间担任该职位时所做的事情。此事有助于在英国人民心目中树立皮特诚实和将国家利益置上的形象。
1746年成立的政府一直持续到1754年，期间没有发生重大变化。从他发表的信函中可以看出，皮特在制定其政策方面有一定的影响力。皮特一转先前的态度，开始对西班牙条约和大陆补贴等措施表示支持，此事被他的政敌批评为政治机会主义。
1746年至1748年间，皮特与纽卡斯尔密切合作，制定英国的军事和外交战略。他与纽卡斯尔一致认为，英国应该继续战斗，直到它能够获得慷慨的和平条款，这与亨利·佩勒姆等支持立即和平的人形成鲜明对比。1747年，当他的朋友和姐夫托马斯·格伦维尔在菲尼斯特雷角海战中丧生时，皮特十分悲痛。然而，这场胜利确保了英国在海上的霸权地位，这使英国在结束战争的和平谈判中拥有了更强大的谈判地位。在1748年的亚琛条约中，英国的殖民征服换来了法国从布鲁塞尔的撤军。许多人认为这仅仅是一场停战，并等待着一场迫在眉睫的新战争。

### 与纽卡斯尔的分歧
1754年，亨利·佩勒姆骤逝，他的兄弟纽卡斯尔公爵继任首相。由于纽卡斯尔在上议院任职，他需要一位政治家在下议院代表政府。皮特和亨利·福克斯被认为是该职位的两个热门人选，但纽卡斯尔反而拒绝了他们两个，转而求助于不太知名的职业外交官托马斯·罗宾逊爵士来填补这个职位。人们普遍认为纽卡斯尔这样做是因为害怕皮特和福克斯的野心，并相信缺乏经验的罗宾逊更容易被控制。

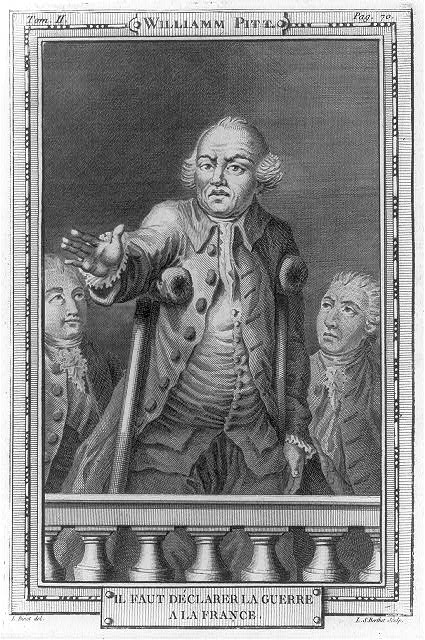
“我们必须对法国宣战” 威廉·皮特在议会的发言展示了他在殖民问题上坚决对抗法国的态度

尽管皮特对纽卡斯尔的决定很失望，但他没有立即公开反对。皮特继续他的岗位上任职；在这一年举行的大选中，他甚至接受了纽卡斯尔公爵的腐败选区奥尔德伯勒的提名。自1747年以来，他一直在西福德选区。政府最终以压倒性优势在大选中获胜，进一步加强了其在议会中的多数席位。
然而，当议会开幕时，皮特毫不掩饰自己的感受。皮特无视罗宾逊，对纽卡斯尔本人进行了频繁而激烈的攻击。从1754年起，尽管纽卡斯尔本人希望维持和平，但英国在此期间越来越多地卷入与法国的冲突。两国在北美殖民地发生了冲突，因为双方都对俄亥俄领地提出了诉求。1755年夏天，布拉多克将军率领的英国远征队被击败，这导致了紧张局势的加剧。

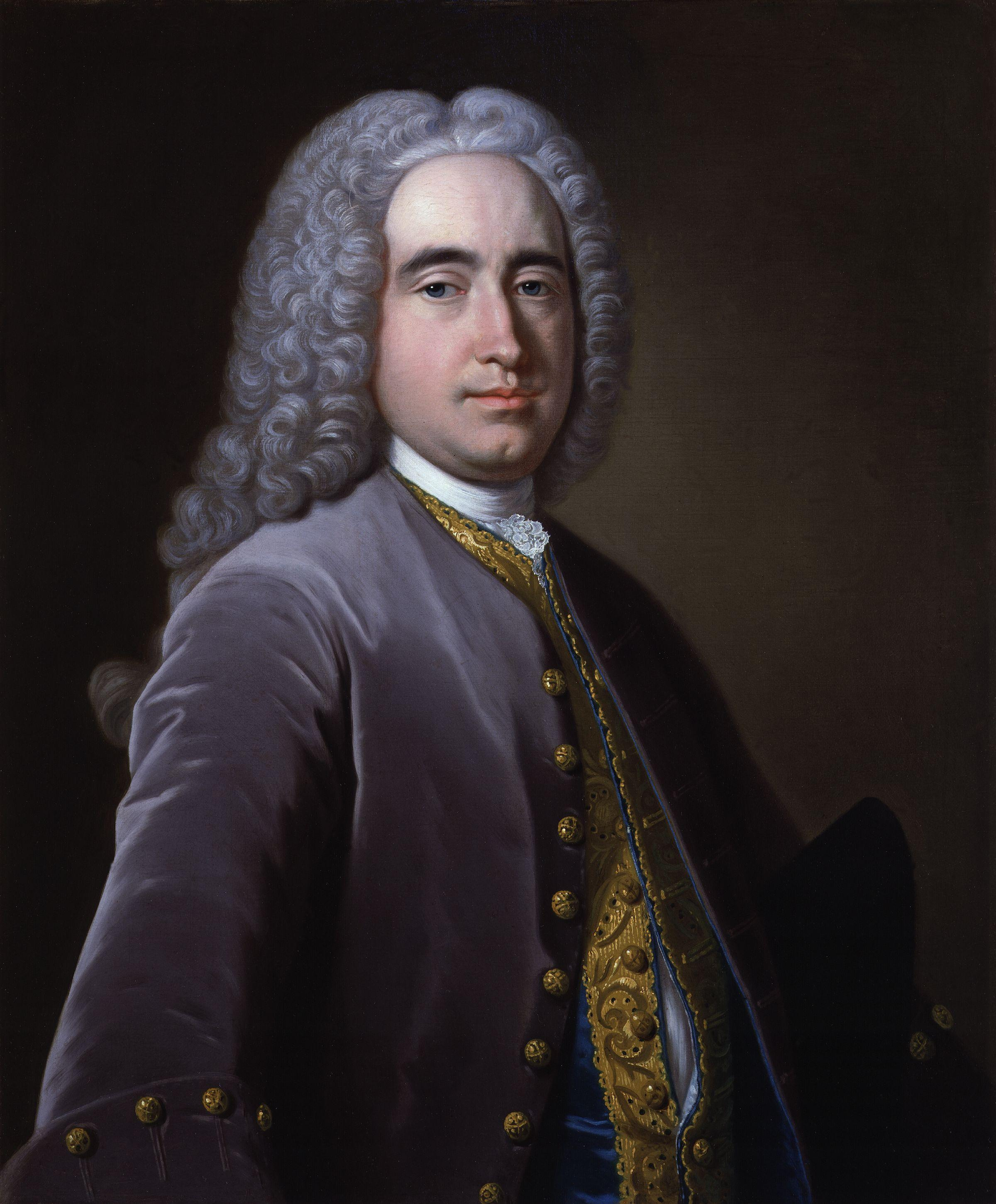
皮特的长期竞争对手亨利·福克斯

为了防止战争蔓延到欧洲，纽卡斯尔试图缔结一系列条约，通过支付补贴来保护英国的盟友，并希望这能阻止法国直接攻击英国。类似的补贴在过去一直是一个分歧问题，并受到辉格党爱国者派和保守党的广泛攻击。随着政府受到越来越多的攻击，纽卡斯尔用福克斯取代罗宾逊，人们承认福克斯具有更大的政治影响力，皮特则再次被冷落。
最终在1755年11月，皮特被免去度支大臣的职务，因为他在一场冗长的辩论中反对政府提出的大陆补贴新制度。福克斯保留了自己的位置，虽然这两个人继续属于同一党派，后来又在同一政府任职，但此后他们之间发生了竞争，这使得他们的儿子小威廉·皮特和查尔斯·詹姆斯·福克斯的敌对，两人的敌对似乎遗传到了下一代。
皮特与纽卡斯尔公爵的关系在1756年初进一步恶化，当时他声称纽卡斯尔故意让梅诺卡岛防守不力，以便法国人占领它，而纽卡斯尔可以利用它的损失来证明英国无法对抗法国并求和。1756年6月，梅诺卡岛因拜恩上将的失败救援行动而失守，皮特的指控激起了公众对纽卡斯尔的愤怒，导致他在格林威治遭到暴徒的袭击。梅诺卡岛的失陷打破了公众对纽卡斯尔的信心，并迫使公爵于1756年11月辞去首相职务。

### 国务大臣

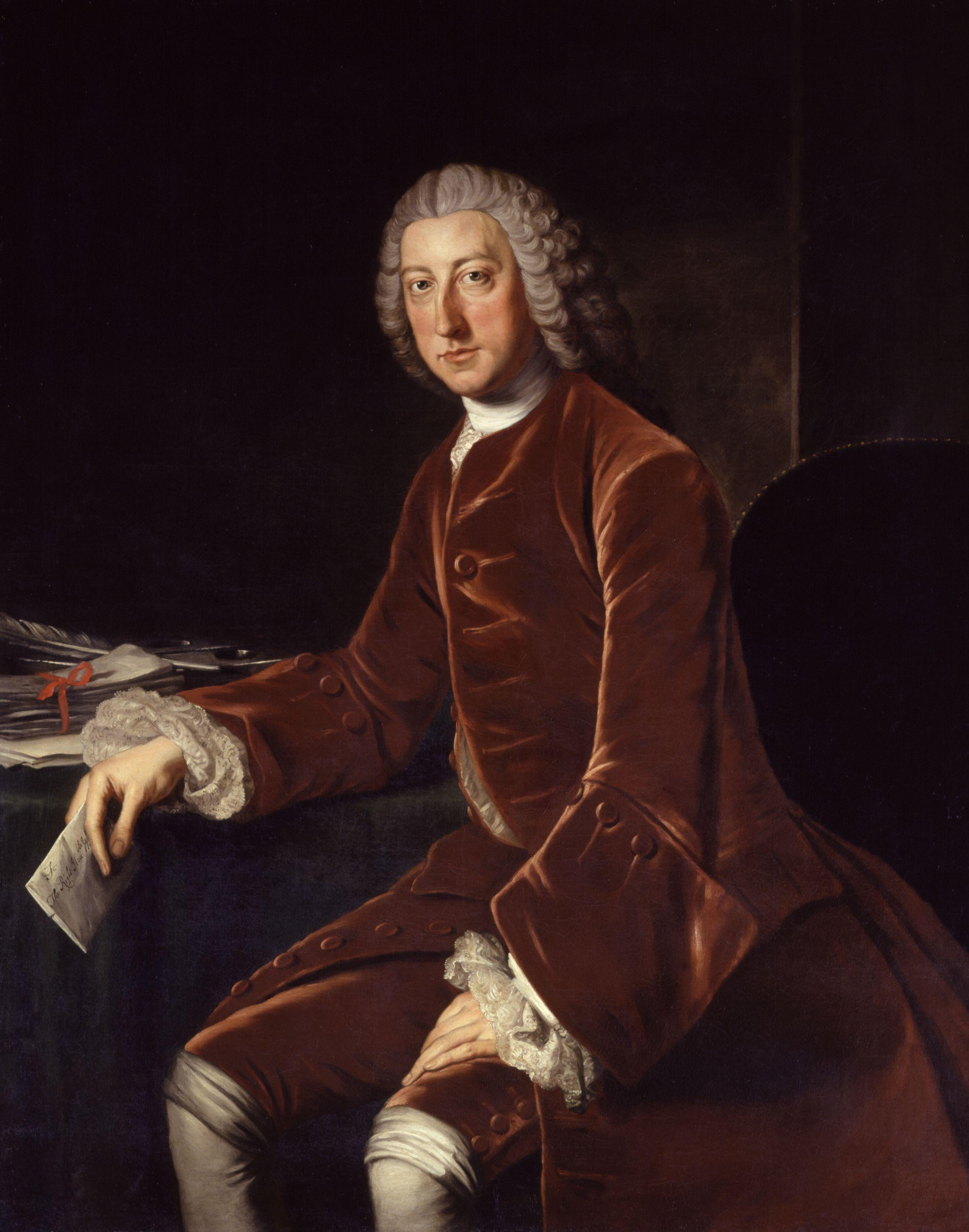
威廉·霍尔笔下的老皮特

1756年12月，担任奥克汉普顿议员的皮特成为了南方部国务大臣，以及德文郡公爵政府的下议院领袖。进入这个联盟后，皮特对德文郡公爵说：“我的领袖，我确信我可以拯救这个国家，此外没有任何人可以”。
皮特此时将纽卡斯尔排除在任何政府职位之外，这是他加入政府的条件，但这对政府长期执政的地位是致命的。由于国王的不友好，而纽卡斯尔在下议院的影响力仍然占主导地位，所以仅靠公众舆论的帮助不可能维护政府，无论公众舆论多么强烈地表明自己站在他一边。历史学家巴兹尔·威廉姆斯（Basil Williams）认为，这是英国历史上第一次由人民选择的政府，而不是依赖国王任命或议会的选择。

1757年4月，皮特因反对大陆政策以及军事法庭处决约翰·拜恩上将而被免职。1757年，他的职位被德文郡公爵接管。但公众的声音证明民众、首都和所有主要城镇都支持皮特，历史上从未有一位大臣受到如此广泛的支持。（例如，伦敦向他提供了历史上第一次授予城市自由人的荣誉）。霍勒斯·沃波尔记录了授予皮特自由通行权的城市：
... 几个星期以来，切斯特、伍斯特、诺里奇、贝德福德、索尔兹伯里、雅茅斯、图克斯伯里、泰恩河畔纽卡斯尔、斯特灵和其他人口稠密的主要城镇都纷纷效仿。埃克塞特怀着特殊的感情，送来几箱橡木。
经过几个星期的谈判，他被称为“大平民”（Great Commoner）的坚定和温和态度，与狡猾的同龄人特有的曲折形成鲜明对比。最后，纽卡斯尔继续作为名义上的政府首脑，而皮特则称为政府的实际首脑。在皮特接受公职后，他被选为巴斯选区的国会议员。

## 皮特-纽卡斯尔内阁

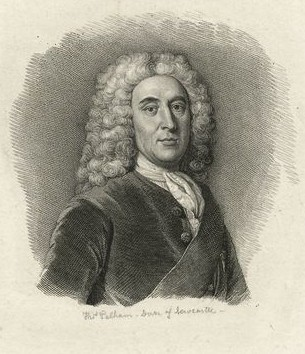
从1757年起，皮特与纽卡斯尔公爵建立了政治伙伴关系

1757年6月，皮特-纽卡斯尔内阁建立，该联盟将掌权至1761年10月。联盟汇集了几个不同的派别，并建立在皮特和纽卡斯尔之间的伙伴关系之上，在几个月前，这似乎是不可能的。两人利用切斯特菲尔德勋爵作为中间人，并设法达成了双方都能接受的权力划分。在过去的几个月里，尽管德文郡仍然是正式的首相，但英国几乎没有领导地位，而现在皮特和纽卡斯尔联盟则已经准备好为该国的战略提供更强有力的导向。
到1757年夏天，英国过去三年的战争努力基本上都失败了。此时英国试图在北美的进攻以灾难告终，梅诺卡岛已经失守，坎伯兰公爵的观察军在哈斯滕贝克战役后撤退到汉诺威。十月，坎伯兰被迫缔结了克洛斯特-采文协定，这将使汉诺威退出战争。法国入侵汉诺威对英国的盟友普鲁士构成了威胁，普鲁士现在很容易受到法国来自西部的攻击，同时也面临着来自奥地利、俄罗斯、萨克森和瑞典的攻击。
尽管他上台的时候已经是战争后期，但皮特开始尝试采取更加自信的策略。他与一些人合谋说服汉诺威撤销克洛斯特-采文协定并重新加入战争，汉诺威最终于1757年末撤销了协定。皮特还实施了一项作战计划，该计划将在法国海岸进行两栖登陆。其中对罗什福尔的突袭则没有成功。北美洲战役的核心是夺取路易斯堡，但由于一支庞大法国舰队的存在和一场驱散英国舰队的大风而中止。

### 1758年
1758年，皮特开始实施赢得七年战争的新战略，其中包括将大量法国军队和资源束缚在德国，而英国则利用其海军优势发起远征，在全球范围内攻击法国军队。在埃姆登被占领后，皮特下令在马尔伯罗公爵的带领下派遣一批英国军队前往欧洲大陆，加入不伦瑞克的军队。
皮特受到美国商人托马斯·卡明（Thomas Cumming）的游说，发起了一场针对法国在西非的贸易定居点的袭击。1758年4月，英军占领了塞内加尔防御不力的圣路易堡垒。这项任务非常成功，皮特在当年晚些时候派出更多的部队去占领戈雷和冈比亚。在牙买加糖业种植者威廉·贝克福德的建议下，他还制定了第二年袭击加勒比地区法属岛屿的计划。
在北美，英国第二次夺取路易斯堡的计划获得了成功。然而，皮特对此的喜悦被随后英国在钟琴堡战役惨败的消息所打破。到年底，福布斯远征队占领了杜肯堡遗址，并开始建造一个英国定居点，后来被称为匹兹堡。这使英国成功控制了俄亥俄领地。
在欧洲，布伦瑞克的军队经历了喜忧参半的一年。布伦瑞克横渡了莱茵河，但在被切断的情况下，他撤退并阻止了法国在克雷菲尔德战役中获胜。这一年以德国陷入僵局而告终。皮特在1758年继续他的海军两栖袭击战略，但第一次只取得了有限的成功，第二次在圣卡战役中以近乎灾难告终。最后，部队和船只被用作针对法属西印度群岛远征的一部分。两栖袭击计划是皮特在战争期间唯一一项失败的政策，尽管它确实通过压制部分法国军队来暂时缓解德国前线的压力。

#### 奇迹年

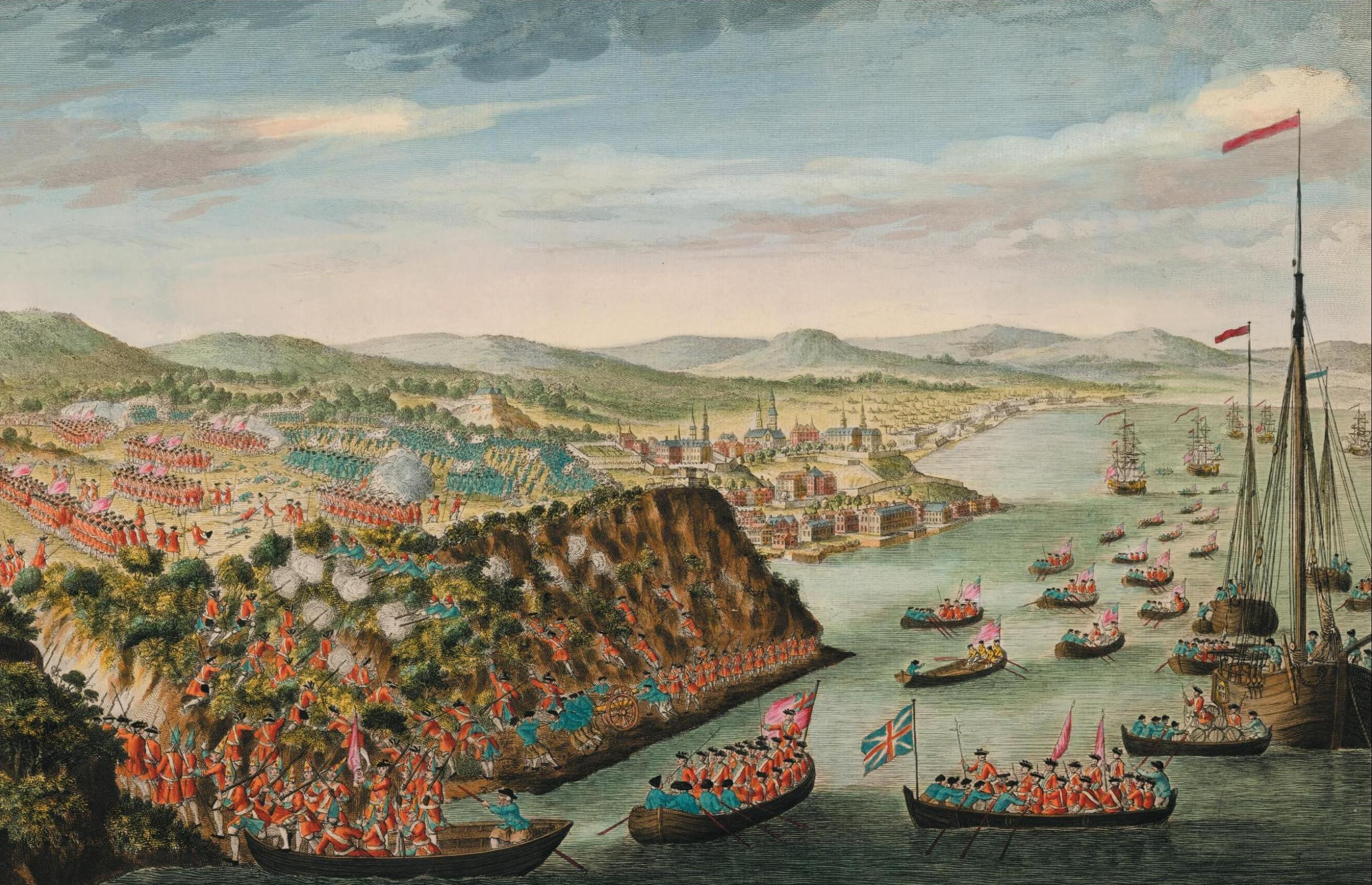
詹姆斯·沃尔夫在1759年的魁北克战役中获胜

在法国，新领导人舒瓦瑟尔公爵上台。1759年是两个敌对国家决斗之年。皮特打算继续他的计划，即继续攻击法国殖民地的同时将法国军队束缚在德国。舒瓦瑟尔则希望击退英军对法国殖民地的袭击，同时在欧洲寻求全面胜利。
皮特的世界大战方针基本上是成功的。虽然英国入侵马提尼克岛失败，但不久他们就占领了瓜德罗普岛。在印度，法国企图夺取马德拉斯被击退。在北美，英国军队封锁了法属加拿大的心脏地带。詹姆斯·沃尔夫指挥的一支英国军队沿着圣劳伦斯河前进，目的是占领魁北克。在最初未能突破蒙莫朗西瀑布的防御后，沃尔夫带领他的手下在城市西部取得了胜利，英军占领魁北克。
舒瓦瑟尔将他的大部分希望寄托在法国入侵英国上，他希望这将使英国退出战争并使其交出从法国手中夺取的殖民地。皮特此时已经将防卫本土的部队派遣到海外，英国本土只有水平低下的民兵守卫，如果法军能够以足够的兵力登陆，就会是一个绝佳的机会。法国为此确实建立了一支庞大的入侵部队。然而，法国海军在拉各斯和基伯龙湾的失败迫使舒瓦瑟尔放弃了入侵计划。法国的另一个希望，则是他们的军队能够在德国取得突破并入侵汉诺威，最终在明登战役中被挫败。英国在其参与的每个战区都取得了胜利，皮特因此获得了荣誉。

#### 1760–61年
1760年，英国通过占领蒙特利尔完成了对加拿大的征服，从而结束了北美大陆的战争。
皮特的政治力量现在已经达到了顶峰，但很快就受到了威胁。当乔治二世于1760年10月去世时，国内政治局势发生了巨大变化。老国王的孙子乔治三世继位，乔治三世曾将皮特视为盟友，但对皮特与纽卡斯尔的联盟以及政府干预德国性感到愤怒。新国王成功让他最喜欢的比特伯爵被任命为北方部国务大臣。比特倾向于支持从德国撤军，并主要在海上和海外殖民地与法国作战。
皮特远征贝勒岛的计划于1761年4月实施，该岛最终被英军占领。这进一步打击了法国的威望，因为该地是法国本土第一个被占领的部分。皮特预计法国会提出谈和条件，尽管他已准备好在必要时进行更长时间的战争。英法双方最终交换了使节，但双方都无法达成协议。皮特拒绝给予法国人在纽芬兰的股份被证明是和平的最大障碍，因为皮特宣布他宁愿失去右臂也不愿让法国人在那里获得红利，后来他还称宁愿放弃伦敦塔也不愿放弃纽芬兰。纽芬兰当时被视为拥有巨大的经济和战略价值，因为那里渔业发达。
德意志地区的战争一直持续到1761年，法国人再次试图征服不伦瑞克并入侵汉诺威，但在维林豪森战役中战败。皮特大幅增加了不伦瑞克地区的英军人数，他还计划进一步征服西印度群岛。他希望这一战略能够迫使法国人缔结合理的和平条约。

#### 巴黎条约

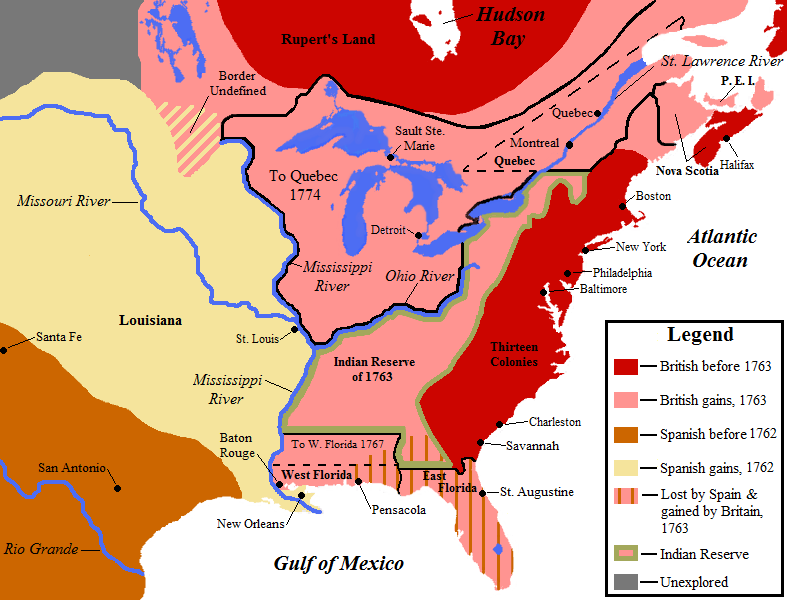
1763年皇家公告划定的新边界

对于1763年2月条约的初步协议，皮特义愤填膺地进行抵抗，他认为这些条件对于英国所取得的胜利来说是远远不够的。1762年12月在议会讨论该条约时，尽管患有严重的痛风，但皮特还是来到了下议院，在长达三个小时强烈抗议的演讲中，他不止一次被阵发性疼痛打断。这些条件包括英国归还加勒比海岛屿（但英国保留了多米尼克）；西非贸易站；本地治里（法国的印度殖民地）；并给予法国在纽芬兰的捕鱼权。皮特的反对来自两个方面：这些条件将赋予法国再次成为海上霸权的实力，而普鲁士盟友则被背叛了。
皮特认为这项任务已经完成了一半，并呼吁进行最后一年的战争，这将永远摧毁法国的力量。相比之下，纽卡斯尔则寻求和平，但前提是德国的战争能够以光荣和令人满意的方式结束（而不是英国像比特提议的那样突然退出）。
英国于此时缔结和平条约有充分的理由：英国国债从7450万英镑增加，于1755年达到1.3325亿英镑。 1763年，和平条约生效。偿还这笔债务的要求是随后美国独立战争的主要诱因。
1763年，皮特反对由他的姐夫乔治·格伦维尔征收的不受欢迎的苹果酒税，他的反对虽然在众议院没有成功，但有助于保持他的声望，人民讨厌消费税和一切与之相连的税款。次年，当与约翰·威尔克斯案有关的问题被提出时，皮特极力捍卫议会的特权和新闻自由。
1765年期间，他似乎完全丧失了从事公共事务的能力。次年，他大力支持罗金汉政府废除印花税法的提议，认为对殖民地征税是违宪的。他以原则为由支持殖民者的论点，而与他一起行动的大多数人则以权宜之计为由抵制灾难性的税收计划。
事实上，在印花税法被废除的同时，另一项谴责美国议会的法案得到了通过，该法案宣布英国议会“在任何情况下”都对殖民地拥有权威。因此，下议院以最正式的方式否定了皮特的原则。
皮特离职不久后就被邀请重返内阁。1763年，政府向他提出了一次不成功的提议。此外，国王的叔叔坎伯兰公爵在1765年的5月亲自前往海耶斯请皮特入阁。众所周知，皮特有机会在任何时候以他自己的条件加入罗金汉侯爵的短命政府，而他拒绝与罗金汉配合的行为受到了广泛的谴责。

### 领导力
1767年的伦敦杂志将“皮特、蓬巴杜、普鲁士、普罗维登斯”作为英国在七年战争中取得成功的原因。皮特与这三个人的关系使他可以在这些人的行动中享有很大一部分功劳。由于他对资历规则的漠不关心——几个“皮特的孩子”，比如占领戈雷的吉宝，都三十多岁——以及他的明确命令导致了所有指挥官的信任。正是他的洞察力，皮特选择沃尔夫领导对魁北克的进攻，并让沃尔夫有机会在亚伯拉罕平原上成为胜利者。皮特本人与印度战场关系不大，但他还是在议会中的慷慨赞扬，鼓舞了罗伯特·克莱夫。

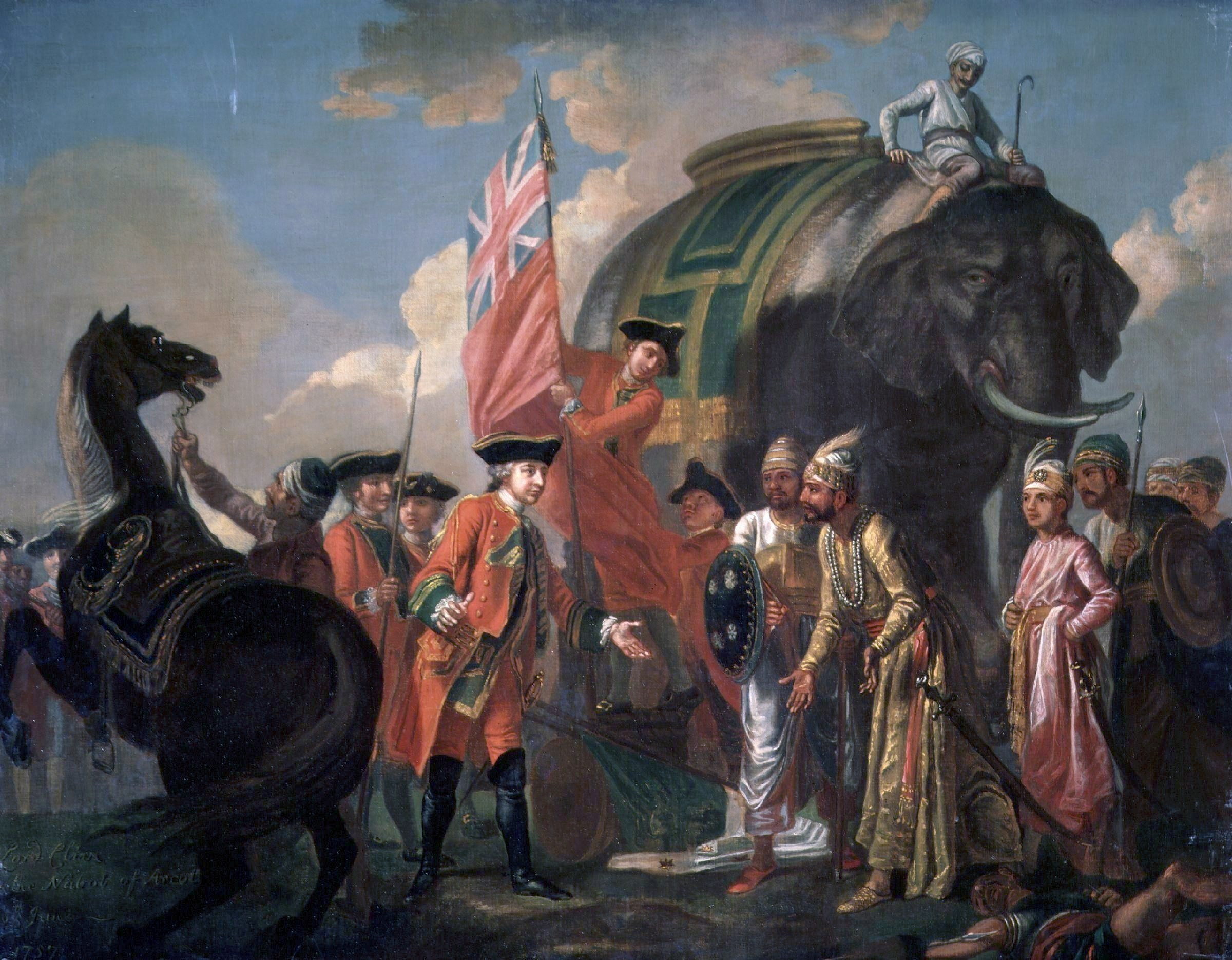
罗伯特·克莱夫在普拉西战役中的胜利确立了东印度公司的军事实力和商业实力

皮特特别的能力是资助一支军队在欧洲大陆消耗法国的人力和资源，这样英国就可以专注于其他至关重要的地区：加拿大和西印度群岛；而克莱夫在普拉西（1757年）成功地击败了西拉杰·乌德-道拉，保卫了印度。欧洲大陆的战役由坎伯兰指挥，但他在哈斯滕贝克被击败并被迫在克洛斯特·泽文（1757）投降，此后的战斗由不伦瑞克的费迪南领导，后来在明登获胜；英国的大陆战役有两个主要方面，首先是补贴盟友，特别是腓特烈大帝，其次是资助军队从殖民战争中转移法国资源并保卫汉诺威（当时是英格兰国王的领土）
皮特是英国历史上最重要的帝国主义者。他是英国国家扩张的先驱者，大英帝国的建议与他联系在一起是正确的。此外，如果皮特没有向腓特烈大帝提供每年700,000英镑的补贴，并且还减轻了普鲁士对抗法国的压力，那么七年战争很可能会成为另一场三十年战争： 这正是这项政策让皮特吹嘘“在莱茵河畔赢得了加拿大”。
当然，当代舆论无法估计皮特出色的外交政策为国家带来的永久成果。长期以来，人们普遍认为，在他的几次最昂贵的战争中，除了荣耀之外，其实什么收获也没有：对罗什福尔等地的转移性攻击政策被描述为“用金子打破窗户”。甚至有人说，英格兰直接欠他的唯一永久财产是她的加拿大领土。而且，严格来说，这是真的，因为获得印度的战役并不是皮特计划的。

#### 辞职

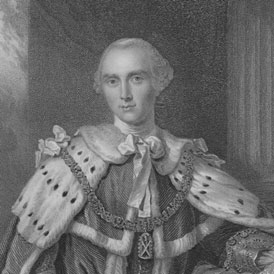
比特勋爵在1760年至1762年间上台，极大地影响了英国战略的重点。和新国王一样，比特赞成结束英国在非洲大陆的介入

乔治二世于1760年10月25日去世，其孙子乔治三世继位。这位新国王倾向于从个人角度看待政治，并教导人们相信“皮特的心是最黑的”。新国王有自己的顾问，由比特勋爵领导。比特很快就以北方部国务大臣加入内阁，他很快就许多问题与皮特发生了争执。
1761年，皮特从他的代理人那里收到了关于波旁家族契约的消息，据此法国和西班牙的波旁家族将针对英国结成进攻联盟。西班牙担心英国的胜利让他们过于强大，从长远来看将对西班牙自己的帝国构成威胁。同样，他们可能认为英国人因发起全球战争而不堪重负，并决定试图夺取牙买加等英国属地。一项秘密会议承诺，如果到1762年5月1日英国和法国仍处于战争状态，西班牙将加入法国的一方参战。
皮特敦促对西班牙海军及其殖民地采取先发制人的打击来应对如此明显的威胁——重点是防止西班牙将一年一度的马尼拉大帆船安全驶入海港。比特和纽卡斯尔拒绝支持这一举动，除了坦普尔之外的整个内阁都拒绝支持，认为这会使英国看起来像是侵略者，并可能会激怒其他中立国家对英国宣战。皮特认为他别无选择，只能离开这个拒绝他重要提议的内阁，并提出辞职。他的许多内阁同事暗中欢迎他的离开，因为他们认为皮特的统治地位和声望是对宪法的威胁。皮特妻子的兄弟乔治·格伦维尔在政府中担任重要角色，这激怒了皮特，因为皮特认为格伦维尔应该和他一起辞职，并认为格伦维尔的行为是背叛，此后两人之间有数年的隔阂。
皮特于1761年10月辞职后，国王敦促皮特接受象征王室青睐的奖赏。因此，皮特获得了每年3,000英镑的退休金，而他的妻子海丝特·格伦维尔夫人凭借自己的权利被任命为查塔姆伯爵夫人——尽管皮特本人拒绝接受头衔。皮特向国王保证他不会直接反对政府。皮特退休后的行为以温和和无私着称，正如埃德蒙·伯克所说，“为他的性格树立了烙印”。皮特曾敦促内阁采取主动的与西班牙的战争被证明是不可避免的。但他不屑利用这个机会进行“争吵和相互指责”，并表示支持政府为进行战争而采取的措施。
在他从马尔堡遗产中获得类似意外之财的20年后，威廉·平森爵士，来自萨默塞特的一位男爵，在完全不认识皮特的情况下将他的全部财产赠与皮特，每年可以获得约三千英镑，以证明他对皮特政治生涯的认可。

### 查塔姆内阁
1766年7月，罗金汉被解职，皮特受国王委托，负责组建完全由他自己选择的政府。皮特的原则，“不以人为手段”，通过“摧毁所有政党的区别”成功获得了国王的信任。皮特的任命不是基于人脉而是基于功绩，例如让查尔斯·汤森担任财政部长，谢尔本担任国务大臣，以管理美国事务。皮特为自己选择了掌玺大臣的职位，这要求他升入上议院。他于8月4日成为肯特郡的查塔姆伯爵和萨默塞特郡伯顿平森特的皮特子爵。
皮特接受爵位的决定很可能是因为他健康状况下降及对小角色的渴望，但因此，这位“伟大的平民”失去了很多公众支持。例如，鉴于他可能担任首相，伦敦城准备了一场宴会和全市照明来庆祝这一事件，但当得知他已成为查塔姆伯爵时，庆祝活动立即被取消。
埃德蒙·伯克将该政府描述为“格格不入”，并称其为“爱国者和朝臣、国王的朋友和共和党人；辉格党和保守党......确实是一个非常奇怪的场景，但组合起来完全不安全，也无法长久”。
政府面临的问题包括监督法国和西班牙遵守巴黎条约、美国殖民者与母国之间的紧张关系以及东印度公司的地位。新政府最早的行动之一是对玉米实行禁运，这被认为是必要的，以防止1766年空前的歉收导致粮食短缺。该措施遭到强烈反对，皮特在上议院发表了他的第一次演讲，表示支持。事实证明，这几乎是他的政府推出的唯一一项他个人感兴趣的措施。
1767年，财政大臣查尔斯·汤森在美洲殖民地对茶叶、纸张和其他商品征收关税。这些税收是在没有与皮特协商的情况下提出的，并且可能违背了皮特的意愿。这些关税被证明是对美国殖民者的冒犯。皮特此时的注意力集中在印度事务上，他的信件中有证据表明他正在考虑一项全面的计划，将东印度公司的大部分权力移交给王室。然而，在他几乎整个任期内，皮特在身体和精神上都无能为力。皮特很少见到他的任何同事，尽管他们一再迫切要求采访他，甚至国王亲自拜访他的提议也被恭敬地拒绝了。虽然他的痛风似乎有所好转，但他新近受到精神疏离的折磨，近乎精神错乱。皮特此时缺乏的领导力导致了一套不连贯的政策。
皮特最终将他的盟友阿默斯特和谢尔本解职，然后在1768年10月，他以健康状况不佳为由提出辞职，将领导权留给了他的第一财政大臣格拉夫顿。

## 晚年生活

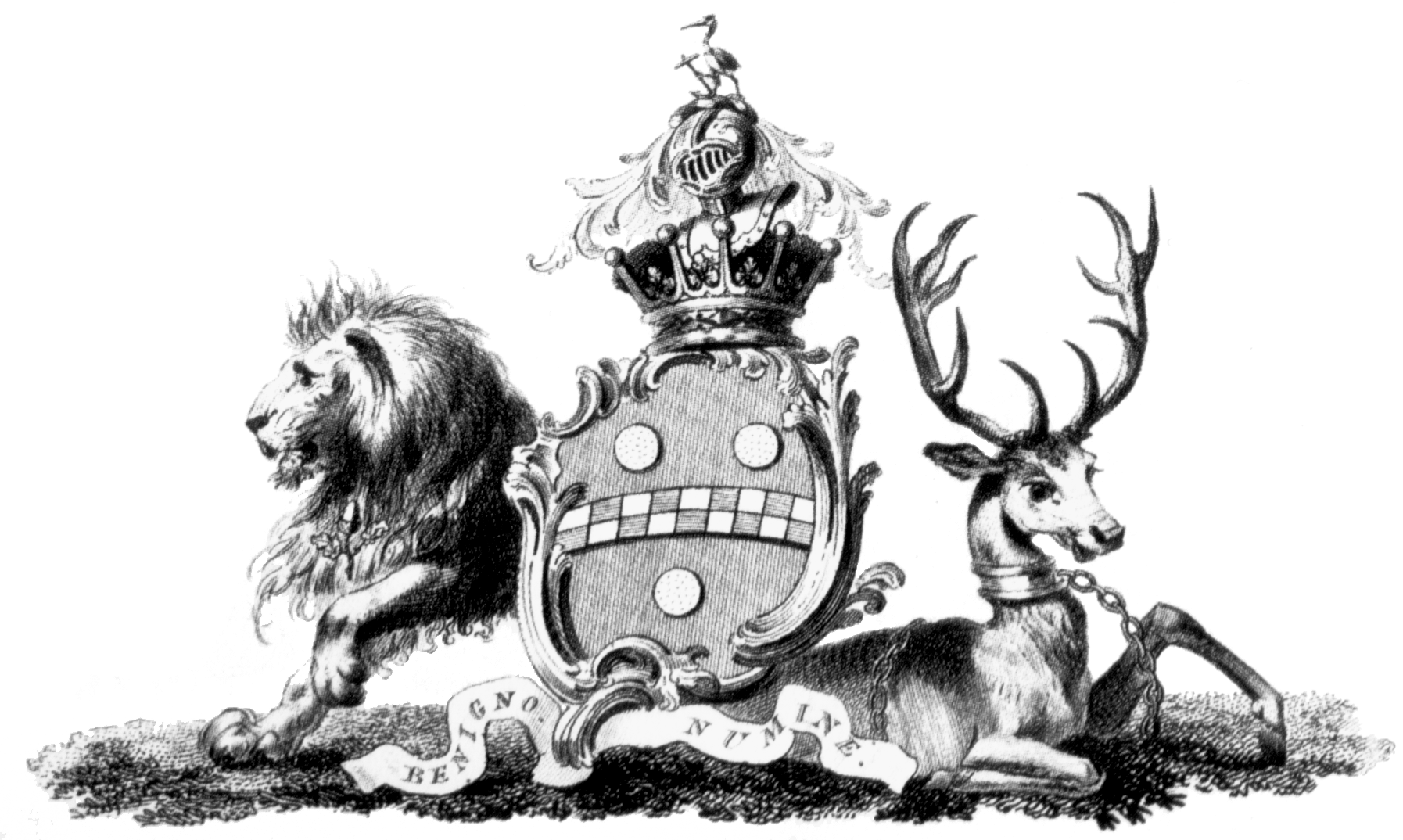
威廉·皮特的纹章。

威廉·皮特的盾徽

在他辞职后不久，痛风的再次发作使皮特摆脱了他长期遭受的精神疾病。1769年7月，皮特再次公开露面，此时他已经隐居了将近两年半。然而，直到1770年，他才恢复在上议院的席位。

### 福克兰危机
就在英国和西班牙卷入福克兰群岛危机并接近战争的同一年，皮特坚定地主张对马德里和巴黎采取强硬立场（正如他在早期的科西嘉危机中法国入侵科西嘉岛时所做的那样）。皮特多次就该话题发表演讲，引发舆论关注。诺斯勋爵政府因此被迫采取更坚定的路线，包括动员海军，迫使西班牙退缩。一些人甚至认为，这个问题足以让诺斯下台，让皮特重新成为首相——但尽管最终的结果是巩固诺斯的地位，诺斯因对危机的坚定处理而受到赞誉，并能够在内阁中填补他自己的支持者。在接下来的十年里，诺斯将继续主宰政治，领导这个国家直到1782年。

### 美国独立战争
皮特试图就与美国殖民地不断升级的冲突寻求妥协。当他意识到美国局势的严重性时，皮特宣称他将“真诚地为公众服务”。他的立场从1774年对议会权力问题的痴迷转变为1775年寻求调解方案。他提出的《暂行法案》既要维护议会主权的最终权威，又要满足殖民地的要求。上议院于1775年2月1日否决了他的提议，导致皮特对局势的警告被忽视了。皮特提出的想法保证了殖民地的基本自由——未经同意不征税，独立法官，陪审团审判，以及对美国大陆会议的承认。战争爆发后，他警告说美国不能被征服。由于他的立场，皮特在美国殖民者中非常受欢迎。根据历史学家克林顿·罗西特（Clinton Rossiter）的说法，这种崇高的敬意接近了偶像崇拜：
在殖民时期的最后十年，有公德的理想在威廉·皮特身上实现了。这位最高贵的辉格党人，“英格兰的天才和他那个时代的彗星”，对他的崇拜至少在印花税法案出台五年前就已经朝着偶像崇拜的方向发展了。“英格兰伟人”中最伟大的人，罗马人中最后一位也是最高贵的人，被认为是美德、智慧、爱国主义、自由和节制的化身. . .皮特，“光荣不朽”，“美国的守护者”，是殖民地的偶像. . .马萨诸塞州布里斯托尔县的一位自由之子向他致敬，以表彰他对英国自由的认同：“我们的祝酒词是——大宪章、英国宪法——永远的皮特和自由！”

### 去世

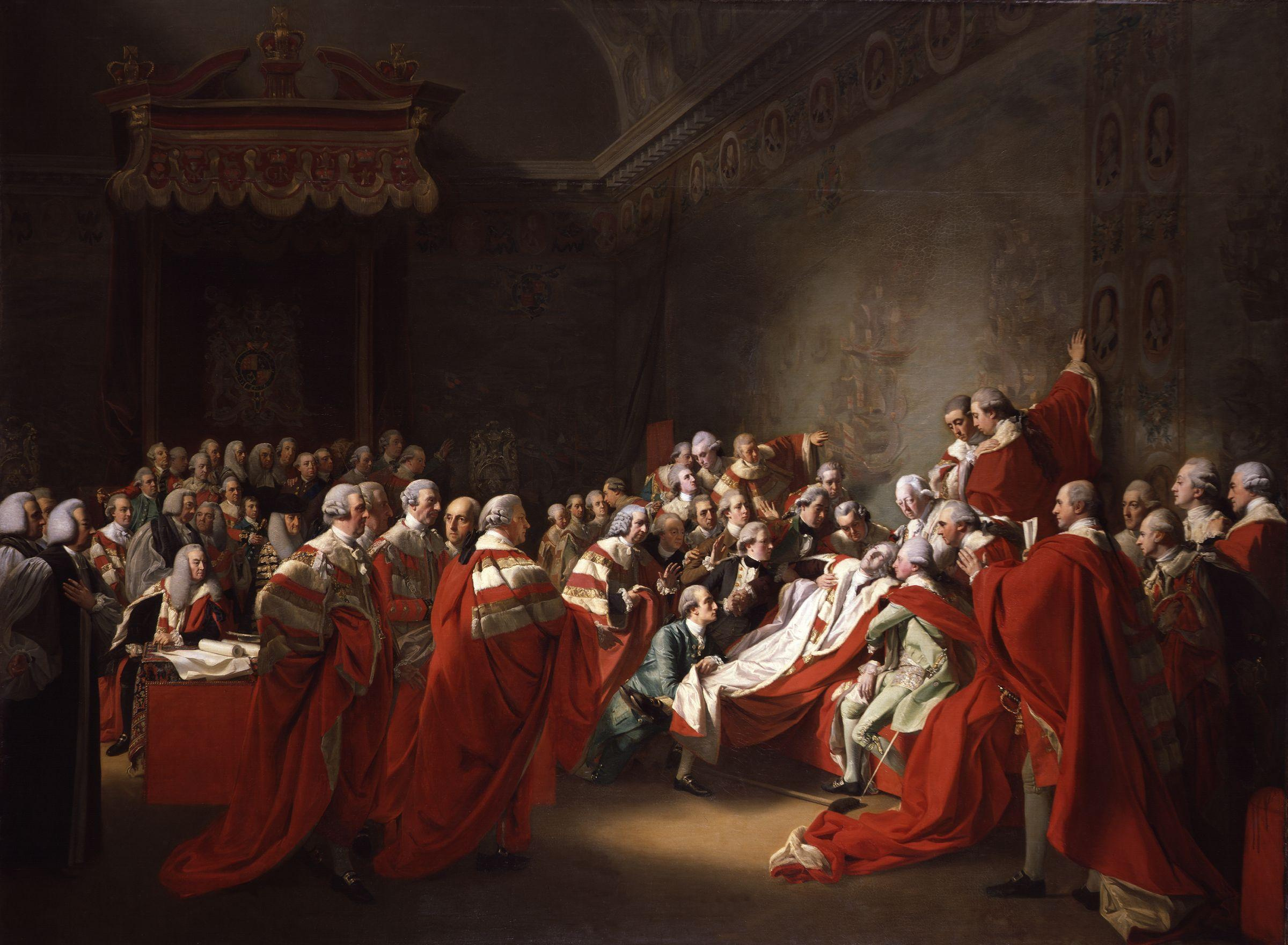
老皮特于1778年4月7日在上议院最后一次出现

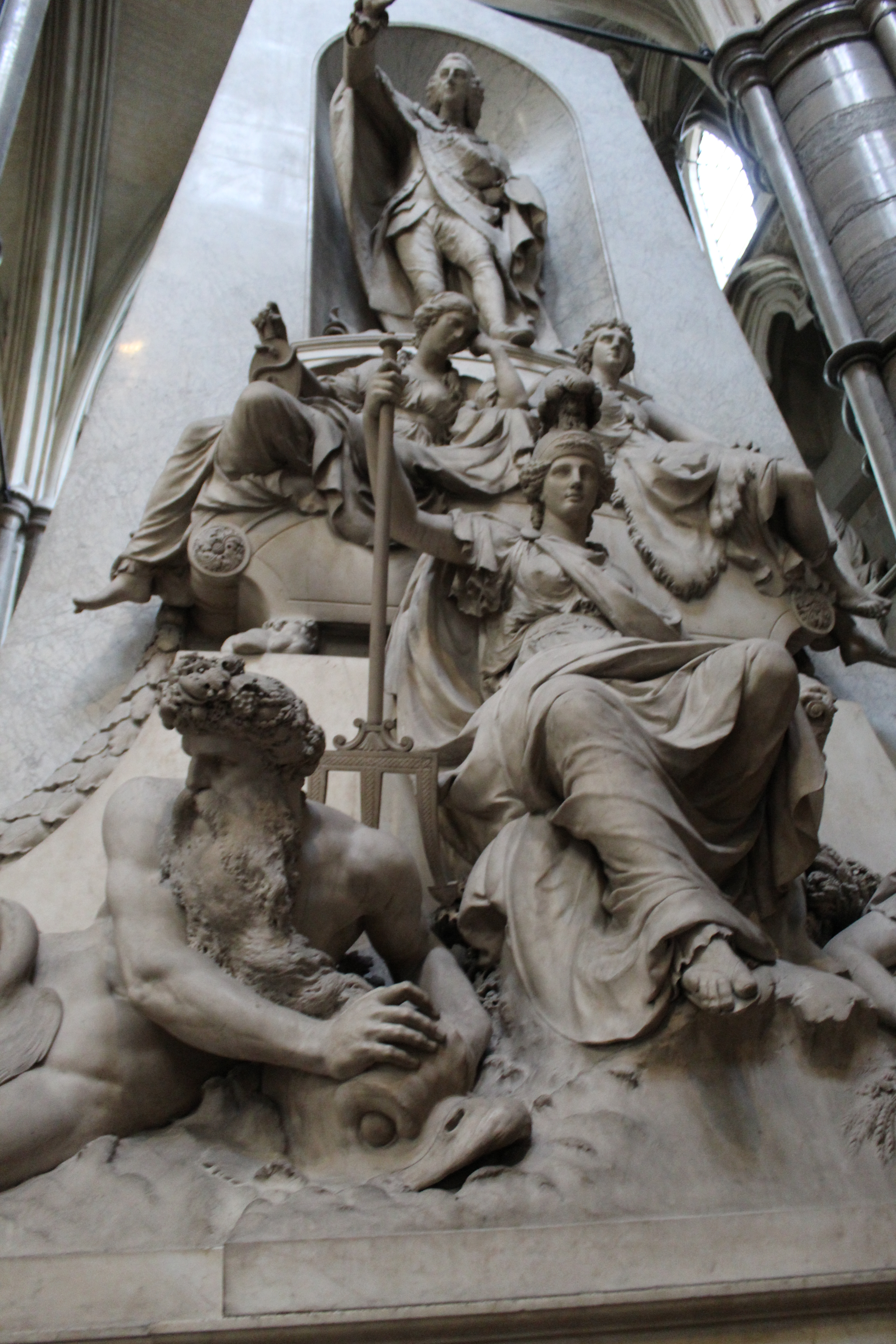
皮特纪念碑，威斯敏斯特教堂

皮特如今几乎没有个人追随者，主要是因为他犯了一个严重的错误，也就是没有与罗金汉党结盟，但他的口才一如既往的强大，在与政府的较量中，他的全部力量都指向了政府的政策。皮特最后一次出现在上议院是在1778年4月7日，当时里士满公爵动议发表讲话，希望国王以任何条件与美国缔结和平。
鉴于法国的敌对示威，各方普遍认为采取这种措施是必要的，但皮特不能容忍采取这意味着屈服于“天敌”的想法。皮特花了相当长的一段时间在议院反对这项动议。在里士满公爵对自己进行回复后，皮特像是要说话似的，兴奋地站起身来，但随后将手按在自己的胸口，气喘吁吁地倒了下去。他倒下前的最后一句话是：“各位大人，任何状态都比绝望好；如果我们必须倒下，就让我们像人一样倒下。”然而，詹姆斯·哈里斯议员记录说，纽金特勋爵告诉他，老皮特在上议院的最后一句话是：“如果美国人捍卫独立，他们会在路上找到我”，而他的遗言（对他参军的儿子约翰说）是：“离开你垂死的父亲，去保卫你的国家”。
老皮特随后被送回了他在海耶斯的家中，他的二儿子威廉向他朗读了荷马关于赫克托之死的文章。老皮特于1778年5月11日去世，享年69岁。尽管他最初被安葬在海耶斯，但所有各方都一致表示皮特的去世是国家的损失，下议院向国王发表了讲话，祈祷这位已故政治家能以公开葬礼的荣誉被埋葬。一笔款项被用于建立一座公共纪念碑，该纪念碑竖立在威斯敏斯特教堂内。
在市政厅，埃德蒙·伯克的题词总结了皮特对这座城市的意义：他是“使商业联合并在战争中蓬勃发展的大臣”。葬礼后不久，一项法案获得通过，授予其伯爵领的继任者每年4,000英镑的年金。皮特有一个由三个儿子和两个女儿组成的家庭，其中的第二个儿子威廉注定要为皮特，这个许多人认为是英格兰历史上最伟大的名字之一增添新的光彩。

## 遗产

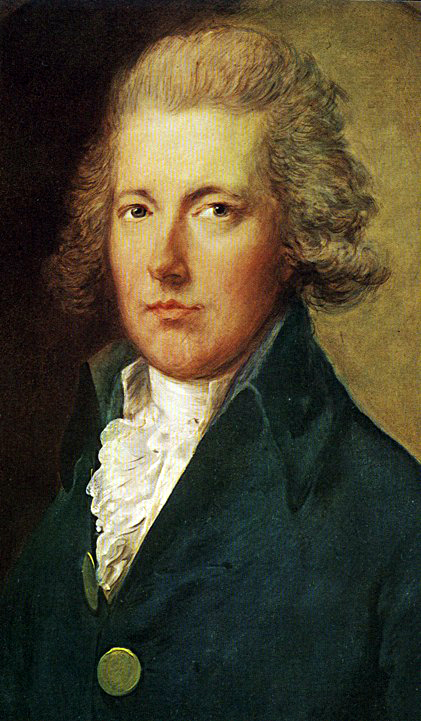
小威廉·皮特，年纪轻轻就出任首相，领导英国二十多年

据报道，塞缪尔·约翰逊曾说过“沃波尔是国王赐予人民的大臣，而皮特是人民赐予国王的大臣”，这句话正确地表明了皮特在英国政治家中的独特地位。他是第一位主要力量在于支持整个国家的部长，这与其在下议院的代表不同，皮特的个人追随者总是很少。
老皮特标志着英国政治运动发生巨大变化的开始，人民群众的情绪日复一日地反映了政府的行动。皮特获得了他的同胞的同情和钦佩，因为他的美德和他的缺点就像英国人一样。他经常前后矛盾，通常很顽固和专横，而且他总是浮夸和做作，正如麦考利所说，他似乎与真正的伟大不相容。
有人认为，皮特实际上是一个比历史上所描绘的更正统的辉格党人，皮特坐在由贵族巨头控制的腐朽的自治市镇席位上，以及他毕生关注保护欧洲大陆的权力平衡，这标志着他从许多其他爱国者中脱颖而出。
美国城市匹兹堡，原为杜肯堡，在七年战争期间从法国人手中夺取后以皮特的名字命名。

## 家庭和个人生活
皮特于1754年11月16日在她位于伦敦亚皆老街的家中与海丝特·格伦维尔（Hester Grenville，1720–1803年）结婚。他们有五个孩子：
- 海丝特·皮特（1755年10月19日 – 1780年7月20日），于1774年12月19日与马洪子爵结婚
- 第二代查塔姆伯爵约翰·皮特（1756–1835年)，没有子嗣
- 哈里特·皮特（1758年4月18日 - 1786年）
- 小威廉·皮特（1759年5月28日 - 1806年1月23日），英国首相；从未结婚
- 詹姆斯·查尔斯·皮特（1761年4月24日 – 1780年11月13日）， 皇家海军军官，于安提瓜阵亡；未婚[81]

## 文化参考
至少有两艘名为皮特号（HMS Pitt）的皇家海军舰艇。
 

## 引注
1. ↑  Henry Fairlie, "Oratory in Political Life," History Today (Jan 1960) 10#1 pp 3-13, covers Chatham.
2. ↑  Jeremy Black, "William Pitt the Elder" (1998)
3. ↑  Black (1992)
4. ↑  Marie Peters, "The Myth of William Pitt, Earl of Chatham, Great Imperialist: Part One, Pitt and Imperial Expansion 1738–1763," Journal of Imperial and Commonwealth History, January 1993, vol. 21, issue 1, pp. 31–74
5. ↑  Peter D.G. Thomas, "'The Great Commoner': The Elder William Pitt as Parliamentarian," Parliamentary History, July 2003, vol. 22, issue 2, pp. 145–63
6. ↑  Paul Strangio; Paul 't Hart; James Walter. . Oxford UP. 2013: 225. ISBN 9780199666423.
7. ↑  Brown pp. 15–16
8. 1 2  Chisholm 1911，第1頁.
9. ↑  Black pp. 1–2
10. ↑  Turner, p. 1
11. ↑  Brown pp. 17–18
12. ↑  Brown, p. 26
13. ↑  Black pp. 5–9
14. 1 2  Black p. 5
15. ↑  Williams, Basil.  1. 14 January 2014: 39  [27 June 2019]. ISBN 9781136625596. （原始内容存档于2022-10-10）.
16. 1 2 3 4 5 6 7 8 9 10 11 12  Chisholm 1911，第2頁.
17. ↑  Black p. 4
18. ↑  Trench p. 180
19. ↑  Black pp. 12–13
20. ↑  Black pp. 31–32
21. ↑  Brown pp. 32–33
22. ↑  Williams (1) pp. 43–44
23. ↑  Brown pp. 31–82
24. ↑  Black pp. 37–39
25. ↑  Brown p. 44–45
26. ↑  De-la-Noy p. 144
27. ↑  Woodfine pp. 90–91
28. ↑  Woodfine p. 200
29. ↑  William Pitt, The Speeches of the Right Honourable the Earl of Chatham in the Houses of Lords and Commons: With a Biographical Memoir and Introductions and Explanatory Notes to the Speeches (London: Aylott & Jones, 1848), pp. 6–7.
30. ↑  Rodger pp. 237–37
31. 1 2  Brendan Simms, Three Victories and a Defeat: The Rise and Fall of the First British Empire (2007) p. 278
32. ↑  Simms pp. 274–81
33. ↑  Trench pp. 218–24
34. ↑  Brown p. 54
35. ↑  Black p. 58
36. ↑  Brown p. 81
37. ↑  Reed Browning, The Duke of Newcastle (Yale UP, 1975), pp. 198–200
38. 1 2 3 4 5 6 7 8 9 10  Chisholm 1911，第3頁.
39. ↑  Brown p. 98
40. ↑  Anderson pp. 86–107
41. ↑  Brown pp. 116–18
42. ↑  Wolfe (2019) p. 123.
43. ↑  Horace Walpole, Memoirs of the Reign of King George II: Volume III, (Yale University Press, 1985), p. 1.
44. ↑  Basil Williams, The Whig Supremacy, 1714–60, (Oxford University Press, 2000), p. 375.
45. ↑  Walpole, Memoirs: Volume II, p. 251.
46. ↑  McLynn pp. 95–99
47. ↑  Anderson pp. 211–12
48. ↑  Rodger pp. 268–269
49. ↑  Brown pp. 174–76
50. ↑  McLynn pp. 99–100
51. ↑  Anderson p. 308
52. ↑  Brown pp. 176–77
53. ↑  Anderson pp. 302–03
54. 1 2  Anderson pp. 344–68
55. ↑  Fred Anderson. . Penguin. 2006: 197. ISBN 9781101117750.
56. ↑  Anderson p. 477
57. ↑  Rodger p. 284
58. ↑  Brown pp. 231–43
59. 1 2  Dull pp. 194–200
60. 1 2 3 4 5 6 7 8 9 10 11  Chisholm 1911，第4頁.
61. ↑  Robert Middlekauff, The Glorious Cause: The American Revolution, 1763–1789 (Oxford University Press, 1982; updated, 2005), 115. ISBN 978-0-19-516247-9
62. ↑  Anon., "The History of the Last Session of Parliament" [1765-66]London Magazine, 59-60; viewable through the Hathi Trust at https://hdl.handle.net/2027/mdp.39015021278158. Discussed in Paul Langford, A Polite and Commercial People: England 1727-1783 (London: Clarendon, 1988), 620-21. ISBN 9780198207337
63. ↑  "Two [...] of his diversions, against the French settlements in West Africa, were materially, as well as strategically, most successful. Both beautifully planned by Pitt and admirably carried out, the first under Captains Marsh and Mason, the second under Commodore Keppel, another of Pitt's boys in the thirties, resulted in the capture of all the French factories on that coast, including Goree and Senegal." Basil Williams, ""The Great Commoner", in The Whig Supremacy, 1714-1760 (London: Clarendon, 1939), 340-41; viewable at https://archive.org/stream/whigsupremacy171001761mbp/whigsupremacy171001761mbp_djvu.txt
64. ↑  Corbett Volume II pp. 188–89
65. ↑  Corbett Volume II pp. 204–07
66. ↑  Walpole, Horace. Barker, G F Russell , 编.  2 Reprint. AMS Press. 1971: 32 [1894]  [2022-10-27]. ISBN 9780404068400. （原始内容存档于2022-10-27）.
67. ↑  . St Catherine's Press. 1912: 144.Editor Vicary Gibbs.
68. ↑  Thompson, Andrew. . History of government.   [10 November 2018]. （原始内容存档于2022-10-27）.
69. ↑  Burke, Edmund. . Project Gutenburg. 2002  [10 November 2018]. （原始内容存档于2022-10-20）.
70. 1 2 3 4 5 6  Chisholm 1911，第5頁.
71. ↑  Simms p. 561
72. ↑  William Edward Hartpole Lecky. . D. Appleton. 1891: 181.
73. ↑  Ian R. Christie, "The Earl of Chatham and American Taxation, 1774–1775", Eighteenth Century: Theory & Interpretation (Winter 1979) 20#3 pp. 246–259
74. ↑  Joseph C. Morton. . Greenwood. 2003: 37. ISBN 9780313317927.
75. ↑  Clinton Rossiter, Seedtime of the Republic. The Origin of the American Tradition of Political Liberty (New York: Harcourt, Bruce and Company, 1953), p. 145, pp. 359–360.
76. ↑  Jeremy Black, Pitt the Elder (Cambridge University Press, 1992), p. 299.
77. ↑  Stanley, A.P., Historical Memorials of Westminster Abbey (London; John Murray; 1882), p. 241.
78. ↑  Simms, p 290
79. ↑  Cokayne，第143頁.
80. ↑  Williams, Basil.  1. Longmans, Green, and Co. 1915: 247.
81. ↑  The Register of Births & Baptisms in the Parish of St James in the County of Middlesex Vol. V. 1761-1786. 22 May 1761.

## 延伸阅读

### 传记
- Ayling, Stanley Edward. . New York: D. McKay. 1976: 460  [26 December 2018]. ISBN 9780679507178. (scholarly biography)
- Black, Jeremy. . History Today. Aug 1991, 41 (8): 34–39.
- Black, Jeremy. Pitt the Elder. Cambridge University Press, 1992.
- Brown, Peter Douglas. William Pitt, Earl of Chatham: The Great Commoner. George Allen & Unwin, 1978.
- Carlyle, Thomas. . . The Works of Thomas Carlyle in Thirty Volumes XXX. New York: Charles Scribner's Sons. 1903: 139–1511904.
- 本条目包含来自公有领域出版物的文本: Chisholm, Hugh (编). .  6 (第11版). London: Cambridge University Press: 1–5. 1911.
- Pearce, Edward. Pitt the Elder: Man of War (Random House, 2010).
- Peters, Marie. .  online. 牛津大學出版社. May 2009  [28 May 2012]. doi:10.1093/ref:odnb/22337 （英语）. |chapter=被忽略 (帮助) 需要订阅或英国公共图书馆会员资格
- Peters, Marie. . Longman. 1998: 284  [26 December 2018]. ISBN 9780582259577. Short scholarly biography
- Plumb, J. H. "The Earl of Chatham." History Today (1952) 2#3 pp 175–180 online
- Ruville, Albert von. William Pitt, earl of Chatham (3 vols. 1907) online older classic recommended by Jeremy Black (1992)
- Sherrard, O. A. Lord Chatham: A War Minister in the Making; Pitt and the Seven Years War; and America (3 vols, The Bodley Head, 1952–58)
- Thomas, Peter D. G. . Parliamentary History. 2003, 22 (2): 145–63. doi:10.1111/j.1750-0206.2003.tb00613.x.
- Williams, Basil. The Life of William Pitt, Earl of Chatham (2 vols, 1915) vol 1 online; vol 2 online free

### 专业研究
- Anderson, Fred. Crucible of War: The Seven Years' War and the Fate of Empire in British North America, 1754–1766. Faber and Faber, 2000.
- Black, Jeremy, ed., Britain in the age of Walpole (1984)
- Black, Jeremy. British Foreign Policy in the Age of Walpole (1985)
- Cooper, Richard. . Journal of British Studies. 1982, 22 (1): 94–103. doi:10.1086/385799.
- Corbett, Julian Stafford England in the Seven Years' War (2 vol. 1907), military history
- De-La-Noy, Michael. The King Who Never Was: The Story of Frederick, Prince of Wales. Peter Owen, 1996.
- Dull, Jonathan R. The French Navy and the Seven Years' War. (University of Nebraska Press, 2005).
- Langford, Paul. . English Historical Review. 1973, 88 (346): 54–80. doi:10.1093/ehr/LXXXVIII.CCCXLVI.54.
- Leonard, Dick. "William Pitt, the Elder, First Earl of Chatham—'I am Sure That I Can Save This Country, and That Nobody Else Can'." in Leonard, Eighteenth-Century British Premiers (Palgrave Macmillan UK, 2011), 129–153.
- McLynn, Frank. 1759: The Year Britain Became Master of the World. Pimlico, 2000.
- Middleton, Richard. The Bells of Victory: The Pitt-Newcastle Ministry and Conduct of the Seven Years' War 1757–1762 (Cambridge UP, 2002).
- Peters, Marie. . Journal of Imperial and Commonwealth History. 1993, 21 (1): 31–74. doi:10.1080/03086539308582885.
- Peters, Marie. Pitt and Popularity: The Patriot Minister and London Opinion During the Seven Years' War (1981) 309pp
- Robertson, Charles Grant. England under the Hanoverians (1911). online, 587pp; useful old classic, strong on politics 1714–1815.
- Robertson, Charles. Grant Chatham and the British empire (1948) online
- Rodger N. A. M. Command of the Ocean: A Naval History of Britain, 1649–1815. Penguin Books, 2006.
- Schweizer, Karl W. . Albion. 1981, 13 (3): 262–275. JSTOR 4048850. doi:10.2307/4048850.
- Trench, Chenevix Charles. George II. Allen Lane, 1973
- Turner, Michael J. Pitt the Younger: A Life. Hambledon & London, 2003.
- Williams, Basil.  "The Whig Supremacy, 1714–1760 (2nd ed. 1962) pp 354–77, on his roles 1756–63.
- Wolfe, Eugene L. Dangerous Seats: Parliamentary Violence in the United Kingdom Amberley, 2019.
- Woodfine, Philip. Britannia's Glories: The Walpole Ministry and the 1739 War with Spain. Boydell Press, 1998.